# John Chedid
John George Chedid (* 4. Juli 1923 in Eddé; † 21. März 2012) war Bischof von Our Lady of Lebanon of Los Angeles der Maronitischen Kirche.

## Leben
John Chedid empfing nach seinem zehnjährigen Studium in Rom am 16. Juli 1952 die Priesterweihe für das Apostolische Exarchat der Vereinigten Staaten von Amerika. Am 1. September 1955 trat er die Nachfolge von Thomas Aiken als Seelsorger der Pfarre Our Lady of Mt. Lebanon in Los Angeles an. 1969 wurde er von Papst Paul VI. zum Kaplan Seiner Heiligkeit mit dem Titel Monsignore ernannt.
Papst Johannes Paul II. ernannte ihn am 13. Oktober 1980 zum Titularbischof von Callinicum dei Maroniti und bestellte ihn zum Weihbischof in der Eparchie Saint Maron of Brooklyn. Der Maronitische Patriarch von Antiochien und des ganzen Orients Anton Peter Khoraiche spendete ihm am 25. Januar 1981 die Bischofsweihe; Mitkonsekratoren waren Francis Mansour Zayek, Bischof von Saint Maron of Brooklyn, und Nasrallah Pierre Sfeir, Weihbischof in Antiochien. Am 12. November 1978 wurde er zum Chorbischof der Maroniten ernannt.
Am 19. Februar 1994 wurde er zum ersten Bischof der neuerrichteten Eparchie Our Lady of Lebanon of Los Angeles ernannt. Am 20. November 2000 nahm Papst Johannes Paul II. seinen altersbedingten Rücktritt an.